# Zentralamerika- und Karibikspiele 2018
Die 23. Zentralamerika- und Karibikspiele fanden vom 19. Juli bis 3. August 2018 in Barranquilla, Kolumbien, statt. Die Stadt war nach 1946 zum zweiten Mal Austragungsort der Großveranstaltung.

## Vergabe
Die Spiele wurden zunächst am 29. Oktober 2012 an die guatemaltekische Stadt Quetzaltenango vergeben. Im Mai 2014 wurde Quetzaltenango die Austragung wieder entzogen. Es wurde eine zweite Vergaberunde initiiert, an deren Ende sich Barranquilla (Kolumbien) gegen die Bewerbungen von Panama-Stadt (Panama) und Puerto La Cruz (Venezuela) durchsetzte.

## Teilnehmende Nationen
37 Länder mit insgesamt 5854 Athleten nahmen an den Zentralamerika- und Karibikspielen teil.
| - Amerikanische Jungferninseln - Antigua und Barbuda - Aruba - Bahamas - Barbados - Belize - Bermuda - Britische Jungferninseln - Cayman Islands - Costa Rica - Curaçao - Dominica - Dominikanische Republik | - El Salvador - Französisch-Guayana - Grenada - Guadeloupe - Guatemala - Guyana - Haiti - Honduras - Jamaika - Kolumbien - Kuba - Martinique | - Mexiko - Nicaragua - Panama - Puerto Rico - St. Kitts und Nevis - St. Lucia - St. Vincent und die Grenadinen - Sint Maarten - Suriname - Trinidad und Tobago - Turks- und Caicosinseln - Venezuela |

## Sportarten
Bei den Zentralamerika- und Karibikspielen waren 37 Sportarten im Programm.
| - Badminton - Baseball - Basketball - Beachvolleyball - Bogenschießen - Bowling - Boxen - Fechten - Fußball - Gewichtheben - Golf - Handball - Hockey | - Judo - Kanu - Karate - Leichtathletik - Moderner Fünfkampf - Racquetball - Radsport - Reiten - Ringen - Rollschuh - Rudern - Rugby | - Schießen - Schwimmen - Segeln - Softball - Squash - Taekwondo - Tennis - Tischtennis - Triathlon - Turnen - Volleyball - Wasserski |

Fett markierte Links führen zu den detaillierten Ergebnissen der Spiele

## Medaillenspiegel
| Platz | Land                         | Gold | Silber | Bronze | Gesamt |
| ----- | ---------------------------- | ---- | ------ | ------ | ------ |
| 01    | Mexiko                       | 132  | 118    | 91     | 341    |
| 02    | Kuba                         | 102  | 72     | 68     | 242    |
| 03    | Kolumbien                    | 79   | 94     | 97     | 270    |
| 04    | Venezuela                    | 34   | 48     | 73     | 155    |
| 05    | Dominikanische Republik      | 25   | 29     | 53     | 107    |
| 06    | Guatemala                    | 21   | 22     | 41     | 84     |
| 07    | Puerto Rico                  | 20   | 29     | 38     | 87     |
| 08    | Jamaika                      | 12   | 4      | 11     | 27     |
| 09    | Trinidad und Tobago          | 9    | 8      | 13     | 30     |
| 10    | Bahamas                      | 4    | 2      | 1      | 7      |
| 11    | Panama                       | 3    | 5      | 5      | 13     |
| 12    | El Salvador                  | 2    | 5      | 11     | 18     |
| 13    | Aruba                        | 2    | 1      | 6      | 9      |
| 14    | Barbados                     | 2    | —      | 4      | 6      |
| 15    | Costa Rica                   | 1    | 6      | 19     | 26     |
| 16    | Britische Jungferninseln     | 1    | 1      | 1      | 3      |
| 17    | Suriname                     | 1    | —      | 1      | 2      |
| 18    | St. Lucia                    | 1    | —      | —      | 1      |
| 19    | Bermuda                      | —    | 2      | 1      | 3      |
| 20    | Honduras                     | —    | 1      | 5      | 6      |
| 21    | St. Kitts und Nevis          | —    | 1      | 1      | 2      |
| 22    | Grenada                      | —    | 1      | —      | 1      |
| 22    | Haiti                        | —    | 1      | —      | 1      |
| 24    | Nicaragua                    | —    | —      | 9      | 9      |
| 25    | Cayman Islands               | —    | —      | 3      | 3      |
| 26    | Amerikanische Jungferninseln | —    | —      | 1      | 1      |
| 26    | Antigua und Barbuda          | —    | —      | 1      | 1      |
| 26    | Guadeloupe                   | —    | —      | 1      | 1      |
| 26    | Guyana                       | —    | —      | 1      | 1      |
| 26    | Martinique                   | —    | —      | 1      | 1      |